# Catedral de San José (Pontianak)
La Catedral de San José o simplemente Catedral de Pontianak (en indonesio: Katedral Santo Yosef) es el nombre que recibe un edificio religioso afiliado a la Iglesia Católica que se encuentra ubicado en la ciudad de Pontianak capital de la provincia de Kalimatan occidental al oeste de la Isla de Borneo en el país asiático de Indonesia.
 La primera iglesia se construyó en 1908, siendo bendecida al año siguiente. Debido a que la antigua iglesia no tenía capacidad suficiente para el número de feligreses fue demolida en el 2011. La estructura actual una de las mayores catedrales de la región, fue inaugurada el 19 de diciembre de 2014 y formalmente bendecida por la iglesia católica el 19 de marzo de 2015 en la fiesta de San José. Desde el principio hasta ahora ha sido pastoreada por los sacerdotes de la Orden Capuchinos.
El templo sigue el rito romano o latino y es la iglesia madre de la arquidiócesis de Pontianak (Archidioecesis Pontianakensis o Keuskupan Agung Pontianak) que empezó como prefectura apostólica en 1905 y fue elevada a su actual estatus en 1961 mediante la bula "Quod Christus" del papa Juan XXIII.
Se encuentra bajo la responsabilidad pastoral del Obispo Agustinus Agus.